# Aptychella chilensis
Aptychella chilensis är en bladmossart som beskrevs av Theodor Carl Karl Julius Herzog 1954. Aptychella chilensis ingår i släktet Aptychella och familjen Sematophyllaceae. Inga underarter finns listade i Catalogue of Life.